# Yamaha Racing
Yamaha Racing è la divisione sportiva dell'azienda motociclistica Yamaha Motor.
La Yamaha si è impegnata nel mondo delle corse fin dall'anno di nascita, nel quale vinse la 3ª edizione della prestigiosa corsa in salita sul circuito del Fuji con la "YA-1", primo modello costruito dalla casa.

## Motomondiale

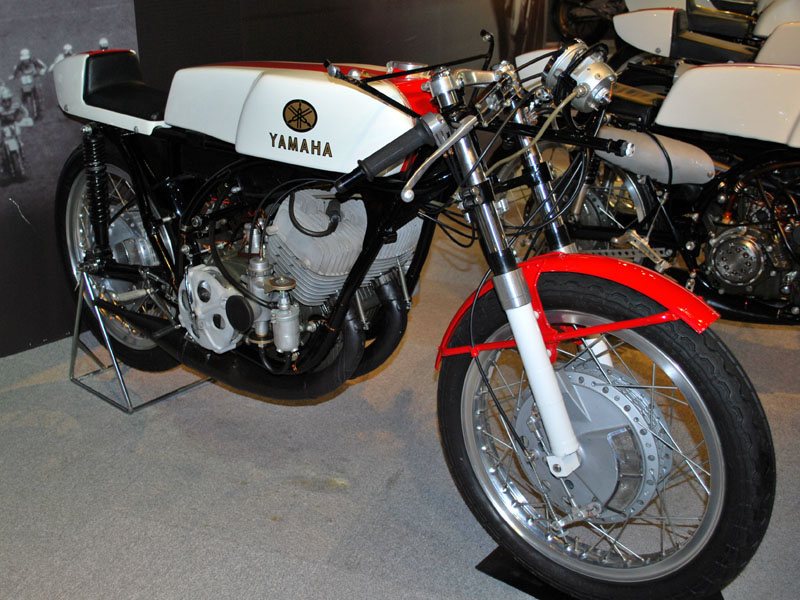
La Yamaha RD56.

L'esordio di Yamaha nel Motomondiale avviene al GP di Francia 1961. Nel 1964 con la RD56 ottiene il suo primo alloro mondiale, in classe 250, soprattutto grazie a Phil Read quale pilota di punta (che fu il vincitore del titolo piloti) e a Mike Duff. Bissò lo stesso titolo l'anno successivo con la RD05 e gli stessi piloti (con Read e Duff al primo e secondo posto nella classifica piloti)
Nel 1967 e 1968, conquista con il modello RA i primi mondiali di velocità anche in classe 125, con Bill Ivy e Phil Read quali piloti di punta, con i due che si scambiano la prima e la seconda posizione nella classifica piloti nelle due relative stagioni. Nella medesima classe, in seguito vince anche i titoli iridati 1973 e 1974 con Kent Andersson.

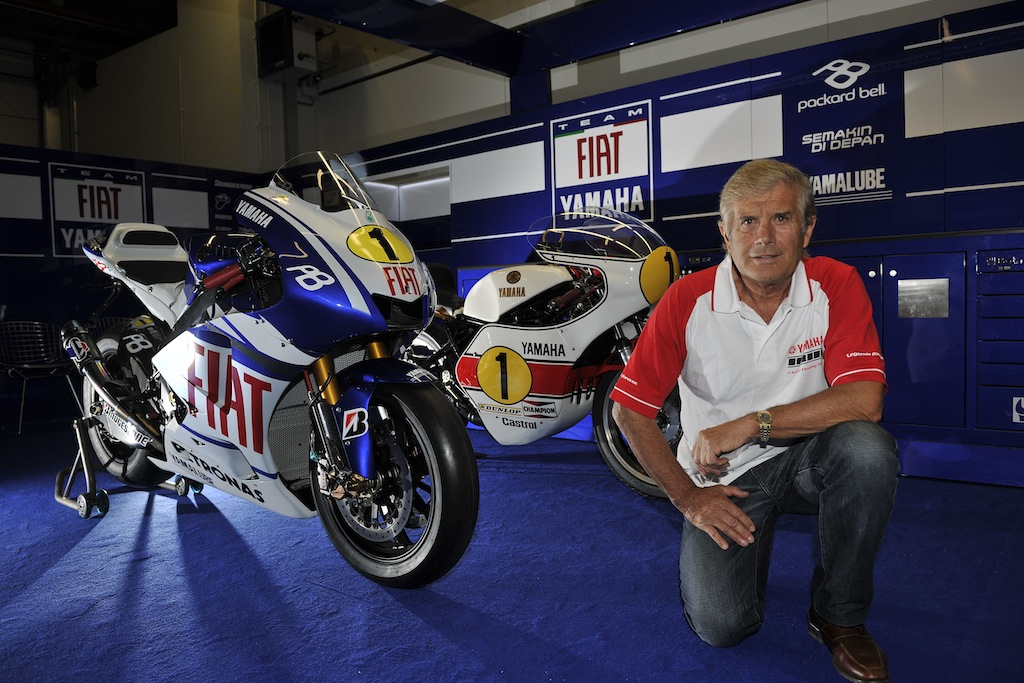
Giacomo Agostini nel 2010 in posa con la YZR500 campione del mondo 1975 con lo stesso Agostini e la YZR-M1 campione del mondo 2010 con Jorge Lorenzo.

Nella classe 500, dopo aver ottenuto il primo successo nel Gran Premio motociclistico di Spagna 1972 con Chas Mortimer, i piloti Yamaha ottengono 10 titoli mondiali: Giacomo Agostini nel 1975, Kenny Roberts nel 1978, 1979 e 1980, Eddie Lawson nel 1984, 1986 e 1988, e infine Wayne Rainey nel 1990, 1991 e 1992.
Nelle stagioni 1995 e 1996 si disputa, in concomitanza con le gare in territorio europeo del motomondiale la Thunderbike Trophy, categoria riservata a motociclette da 600 cm³ con motori a quattro tempi con quattro cilindri. Yamaha, pur non centrando il titolo, ottiene diversi piazzamenti a podio e quattro vittorie complessive nei singoli Gran Premi.
Dal 2004 al 2009 il suo pilota di punta è Valentino Rossi che, in sella alla M1 e nella nuova MotoGP che ha sostituito la precedente classe regina, ottiene il titolo piloti della massima cilindrata nel 2004 e nel 2005. In questa seconda occasione anche la Yamaha stessa torna sul trono dei costruttori.
Con il successo nel motomondiale 2008, la Yamaha porta a 37 i titoli mondiali costruttori conquistati, riuscendo nella storica impresa di sopravanzare la MV Agusta nella classifica costruttori di tutti i tempi e piazzandosi al secondo posto dopo la Honda; il numero è ulteriormente aumentato con la vittoria del titolo anche l'anno successivo.
Nel periodo dal 2010 al 2015 il pilota di punta Yamaha è lo spagnolo Jorge Lorenzo, che porta al team altri tre titoli mondiali, nel 2010, 2012 e 2015. Con Jorge Lorenzo Yamaha ottiene inoltre in occasione del Gran Premio motociclistico del Giappone 2013 il duecentesimo successo nella classe regina del motomondiale.

### Team ufficiale

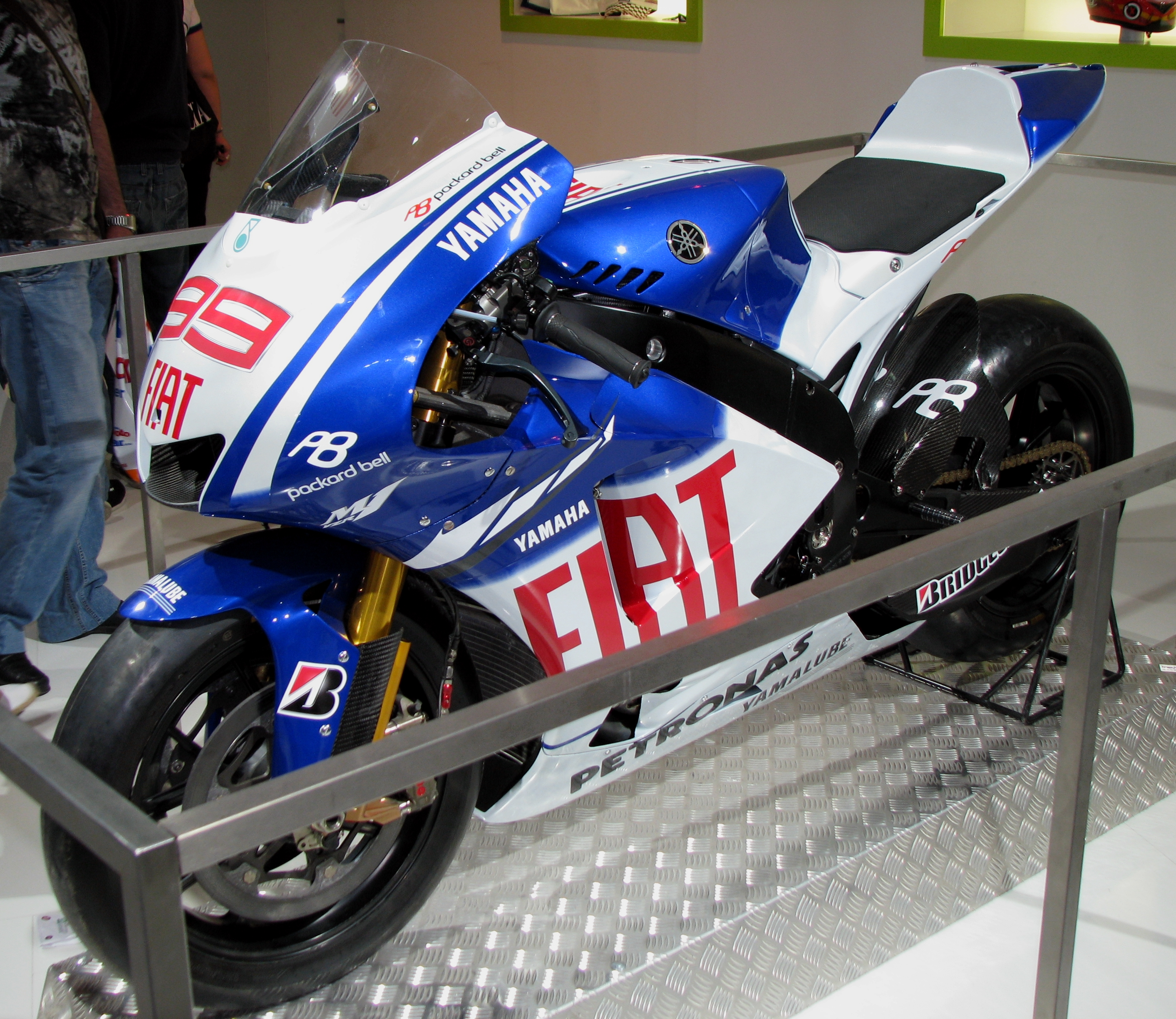
La YZR-M1 2009 di Jorge Lorenzo.

È stato fondato nel 1999 a seguito del ritiro della struttura di Wayne Rainey che corse molti anni con un appoggio ufficiale. La sede della squadra era nei Paesi Bassi ma venne spostata in Italia nel 2005.
Nel 2001 Yamaha affida la direzione del team a Davide Brivio.
Max Biaggi e Carlos Checa corsero dal 1999 al 2002, portando con le loro prestazioni il titolo costruttori nel 2000.
Max Biaggi vinse 9 gare, sia con la Yamaha YZR500 sia con la Yamaha YZR-M1. Nel Motomondiale 2003 Checa fu spalleggiato da Marco Melandri e la stagione fu un fallimento. Nel Motomondiale 2004 Valentino Rossi fu compagno di Carlos Checa e Rossi vinse il campionato.
Colin Edwards sostituì Checa nel 2005. Rossi vinse campionato e 11 gare. I piloti furono confermati per il 2006. Rossi finì secondo e vinse 5 gare. Dal 2007 prende la denominazione di Fiat Yamaha Team ed entrambi i piloti furono confermati sulla nuova Yamaha YZR-M1 800cc, Rossi vinse 4 gare e finì la stagione terzo.

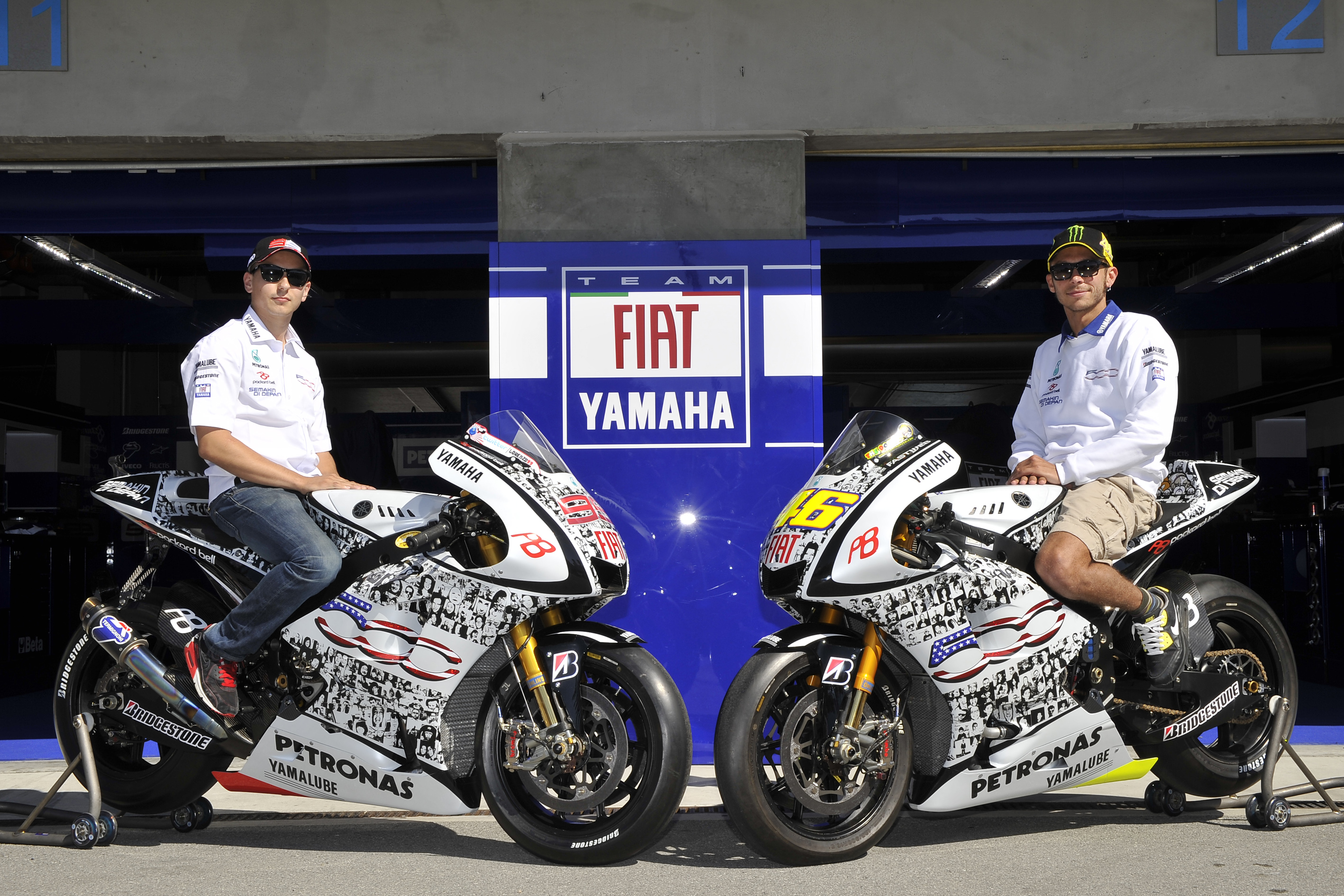
Jorge Lorenzo e Valentino Rossi a Laguna Seca nel 2010.

L'anno successivo a Rossi venne affiancato Jorge Lorenzo, fresco vincitore di due titoli mondiali nella Classe 250, e si verificò il curioso caso di due box e due team di meccanici separati per i due piloti, causato dai due diversi accordi stipulati con due diversi fornitori di pneumatici, Bridgestone al primo anno con la Yamaha e Rossi, Michelin che equipaggiava invece la moto di Lorenzo.
Al termine della stagione Rossi si aggiudica nuovamente il campionato mondiale.
Anche per il motomondiale 2009 i piloti sono restati quelli dell'anno precedente, entrambi gommati Bridgestone, e al termine della stagione il team si aggiudica il 38º titolo mondiale della sua storia con Rossi. La stessa coppia ha disputato la Stagione 2010, dove Lorenzo si è laureato campione del mondo, vincendo 9 gare e totalizzando 383 punti, mentre Rossi, che ha dovuto saltare 4 gran premi a causa di una caduta durante le prove del Gran Premio d'Italia (in una di queste occasioni fu sostituito dal collaudatore giapponese Wataru Yoshikawa), ha concluso la stagione al terzo posto.
Il 15 agosto 2010 al termine della gara sul Circuito di Brno in Repubblica Ceca, viene annunciato il passaggio di Valentino Rossi dalla Yamaha alla Ducati. Per la stagione 2011, al confermato Jorge Lorenzo viene affiancato lo statunitense Ben Spies, già campione del mondo SBK nel 2009 proprio con la Yamaha. La coppia di piloti viene confermata per il 2012. Lin Jarvis sostituisce Davide Brivio alla guida del team.
Nel 2013 si è registrato il ritorno in squadra di Valentino Rossi che sostituisce Spies; la coppia Lorenzo-Rossi resta invariata anche per gli anni 2014, 2015 (anno in cui Lorenzo ottiene il titolo iridato, precedendo il compagno di squadra) e 2016.
Per la stagione 2017, a seguito del passaggio di Jorge Lorenzo alla Ducati, viene ingaggiato lo spagnolo Maverick Viñales a fianco del confermato Rossi. La stagione si conclude con il secondo posto in classifica costruttori e in classifica squadre con quattro vittorie: tre ottenute da Viñales e una da Rossi. Nel 2018 viene confermata la stessa coppia di piloti della stagione precedente. A fine stagione Yamaha si piazza terza tra i costruttori ed il team ufficiale è terzo nella classifica a squadre. L'unico successo stagionale è ottenuto da Viñales in occasione del Gran Premio d'Australia. Nel 2019 Yamaha ottiene due vittorie, in Olanda e Malesia, confermandosi al secondo posto tra i costruttori. Ottiene notevoli prestazioni anche il pilota privato Fabio Quartararo, in forza al team Petronas Yamaha SRT, capace di siglare sei pole position ed ottenere sette piazzamenti a podio vincendo il titolo di Rookie of the year. Nel 2020, pur vincendo sette delle quindici gare in calendario, a causa di una sanzione, Yamaha si classifica al secondo posto tra i costruttori. Per la stagione 2021 il team schiera come piloti Maverick Viñales e Fabio Quartararo, con Franco Morbidelli che è subentrato a Viñales a partire dal Gran Premio di San Marino. In occasione del Gran Premio dell'Emilia-Romagna, Quartararo vince con due gare d'anticipo il campionato del mondo piloti, il primo per un pilota francese in classe regina.
Nel 2022 gareggiano i confermati Quartararo e Morbidelli. Quartararo, con tre vittorie e una serie di piazzamenti, riesce a rimanere in corsa per il bis iridato fino al Gran Premio di Valencia, salvo poi chiudere al secondo posto. Morbidelli chiude diciannovesimo, la classifica a squadre vede Yamaha al quinto posto. Nel 2023 Yamaha non riesce a ripetere le prestazioni dell'annata precedente con Quartararo che chiude decimo in campionato e Morbidelli tredicesimo. Lo spagnolo Álex Rins è il pilota scelto per affiancare Quartararo nel 2024. Nonostante le tante innovazioni provate nel corso della stagione per cercare di recuperare competitività, Yamaha finisce il campionato al quarto posto tra i costruttori, davanti alla sola Honda, e con meno punti rispetto al 2023.

#### Risultati MotoGP
I punti e il risultato finale sono la somma dei punti ottenuti da entrambi i piloti (diversamente dalla classifica costruttori) e il risultato finale si riferisce al team e non al costruttore.
| Anno | Moto          | Gomme | Piloti       |     |   |     |     |   |   |   |     |   |   |   |     |     |   |    |     |  |  |  |  |  |  | Punti | Pos. |
| ---- | ------------- | ----- | ------------ | --- | - | --- | --- | - | - | - | --- | - | - | - | --- | --- | - | -- | --- |  |  |  |  |  |  | ----- | ---- |
| 2002 | Yamaha YZR-M1 | M     | Max Biaggi   | Rit | 9 | SQ  | 3   | 2 | 4 | 4 | 2   | 2 | 1 | 6 | 2   | Rit | 1 | 6  | 3   |  |  |  |  |  |  | 356   | 2º   |
| 2002 | Yamaha YZR-M1 | M     | Carlos Checa | 3   | 5 | Rit | Rit | 4 | 3 | 3 | Rit | 4 | 5 | 2 | Rit | 5   | 7 | 11 | Rit |  |  |  |  |  |  | 356   | 2º   |

| Anno | Moto          | Gomme | Piloti         |    |     |     |     |    |    |     |     |     |    |   |    |     |    |     |     |  |  |  |  |  |  | Punti | Pos. |
| ---- | ------------- | ----- | -------------- | -- | --- | --- | --- | -- | -- | --- | --- | --- | -- | - | -- | --- | -- | --- | --- |  |  |  |  |  |  | ----- | ---- |
| 2003 | Yamaha YZR-M1 | M     | Carlos Checa   | 10 | 9   | Rit | Rit | 8  | 4  | 4   | 6   | 8   | 4  | 8 | 9  | Rit | 5  | 8   | 5   |  |  |  |  |  |  | 188   | 5º   |
| 2003 | Yamaha YZR-M1 | M     | Marco Melandri | NQ | Inf | 17  | 15  | 11 | 13 | Rit | Rit | Rit | 10 | 7 | 11 | 5   | 11 | Rit | Inf |  |  |  |  |  |  | 188   | 5º   |
| 2003 | Yamaha YZR-M1 | M     | Norifumi Abe   | 11 | 8   |     |     |    |    |     |     |     |    |   |    |     |    |     | 9   |  |  |  |  |  |  | 188   | 5º   |

| Anno | Moto          | Gomme | Piloti          |    |   |   |     |   |   |     |     |   |   |   |   |     |   |    |    |  |  |  |  |  |  | Punti | Pos. |
| ---- | ------------- | ----- | --------------- | -- | - | - | --- | - | - | --- | --- | - | - | - | - | --- | - | -- | -- |  |  |  |  |  |  | ----- | ---- |
| 2004 | Yamaha YZR-M1 | M     | Carlos Checa    | 10 | 6 | 2 | Rit | 4 | 9 | 10  | Rit | 6 | 6 | 5 | 7 | Rit | 9 | 10 | 14 |  |  |  |  |  |  | 421   | 1º   |
| 2004 | Yamaha YZR-M1 | M     | Valentino Rossi | 1  | 4 | 4 | 1   | 1 | 1 | Rit | 4   | 1 | 2 | 1 | 2 | Rit | 1 | 1  | 1  |  |  |  |  |  |  | 421   | 1º   |

| Anno | Moto          | Gomme | Piloti          |   |   |   |   |   |   |   |   |   |   |   |     |    |   |   |   |   |  |  |  |  |  | Punti | Pos. |
| ---- | ------------- | ----- | --------------- | - | - | - | - | - | - | - | - | - | - | - | --- | -- | - | - | - | - |  |  |  |  |  | ----- | ---- |
| 2005 | Yamaha YZR-M1 | M     | Colin Edwards   | 9 | 6 | 8 | 3 | 9 | 7 | 3 | 2 | 4 | 8 | 7 | 6   | 10 | 4 | 6 | 7 | 8 |  |  |  |  |  | 546   | 1º   |
| 2005 | Yamaha YZR-M1 | M     | Valentino Rossi | 1 | 2 | 1 | 1 | 1 | 1 | 1 | 3 | 1 | 1 | 1 | Rit | 2  | 1 | 1 | 2 | 3 |  |  |  |  |  | 546   | 1º   |

| Anno | Moto          | Gomme | Piloti          |    |   |   |     |     |    |   |    |   |    |     |    |    |     |   |   |    |  |  |  |  |  | Punti | Pos. |
| ---- | ------------- | ----- | --------------- | -- | - | - | --- | --- | -- | - | -- | - | -- | --- | -- | -- | --- | - | - | -- |  |  |  |  |  | ----- | ---- |
| 2006 | Yamaha YZR-M1 | M     | Colin Edwards   | 11 | 9 | 9 | 3   | 6   | 12 | 5 | 13 | 6 | 12 | 9   | 10 | 10 | Rit | 8 | 4 | 9  |  |  |  |  |  | 371   | 2º   |
| 2006 | Yamaha YZR-M1 | M     | Valentino Rossi | 14 | 1 | 4 | Rit | Rit | 1  | 1 | 8  | 2 | 1  | Rit | 2  | 1  | 3   | 2 | 2 | 13 |  |  |  |  |  | 371   | 2º   |

| Anno | Moto          | Gomme | Piloti          |   |   |     |    |    |    |    |   |   |     |    |     |     |    |    |   |    |     |  |  |  |  | Punti | Pos. |
| ---- | ------------- | ----- | --------------- | - | - | --- | -- | -- | -- | -- | - | - | --- | -- | --- | --- | -- | -- | - | -- | --- |  |  |  |  | ----- | ---- |
| 2007 | Yamaha YZR-M1 | M     | Colin Edwards   | 6 | 3 | Rit | 11 | 12 | 12 | 10 | 2 | 6 | 4   | 11 | Rit | 9   | 10 | 14 | 9 | 10 | 13  |  |  |  |  | 365   | 4º   |
| 2007 | Yamaha YZR-M1 | M     | Valentino Rossi | 2 | 1 | 10  | 2  | 6  | 1  | 2  | 4 | 1 | Rit | 4  | 7   | Rit | 1  | 13 | 3 | 5  | Rit |  |  |  |  | 365   | 4º   |

| Anno | Moto          | Gomme | Piloti          |   |   |   |   |   |     |     |   |    |     |     |    |   |   |   |   |     |   |  |  |  |  | Punti | Pos. |
| ---- | ------------- | ----- | --------------- | - | - | - | - | - | --- | --- | - | -- | --- | --- | -- | - | - | - | - | --- | - |  |  |  |  | ----- | ---- |
| 2008 | Yamaha YZR-M1 | B M   | Valentino Rossi | 5 | 2 | 3 | 1 | 1 | 1   | 2   | 2 | 11 | 2   | 1   | 1  | 1 | 1 | 1 | 2 | 1   | 3 |  |  |  |  | 622   | 1º   |
| 2008 | Yamaha YZR-M1 | B M   | Jorge Lorenzo   | 2 | 3 | 1 | 4 | 2 | Rit | Inf | 6 | 6  | Rit | Rit | 10 | 2 | 3 | 4 | 4 | Rit | 8 |  |  |  |  | 622   | 1º   |

| Anno | Moto          | Gomme | Piloti          |   |   |     |    |   |   |   |   |   |     |     |     |   |   |     |   |   |  |  |  |  |  | Punti | Pos. |
| ---- | ------------- | ----- | --------------- | - | - | --- | -- | - | - | - | - | - | --- | --- | --- | - | - | --- | - | - |  |  |  |  |  | ----- | ---- |
| 2009 | Yamaha YZR-M1 | B     | Valentino Rossi | 2 | 2 | 1   | 16 | 3 | 1 | 1 | 2 | 1 | 5   | 1   | Rit | 1 | 4 | 2   | 3 | 2 |  |  |  |  |  | 567   | 1º   |
| 2009 | Yamaha YZR-M1 | B     | Jorge Lorenzo   | 3 | 1 | Rit | 1  | 2 | 2 | 2 | 3 | 2 | Rit | Rit | 1   | 2 | 1 | Rit | 4 | 3 |  |  |  |  |  | 567   | 1º   |

| Anno | Moto          | Gomme | Piloti           |   |   |   |    |     |     |     |   |   |   |   |   |   |   |   |   |   |   |  |  |  |  | Punti | Pos. |
| ---- | ------------- | ----- | ---------------- | - | - | - | -- | --- | --- | --- | - | - | - | - | - | - | - | - | - | - | - |  |  |  |  | ----- | ---- |
| 2010 | Yamaha YZR-M1 | B     | Valentino Rossi  | 1 | 3 | 2 | NP | Inf | Inf | Inf | 4 | 3 | 5 | 4 | 3 | 6 | 3 | 1 | 3 | 2 | 3 |  |  |  |  | 617   | 1º   |
| 2010 | Yamaha YZR-M1 | B     | Jorge Lorenzo    | 2 | 1 | 1 | 2  | 1   | 1   | 1   | 2 | 1 | 1 | 3 | 2 | 4 | 4 | 3 | 2 | 1 | 1 |  |  |  |  | 617   | 1º   |
| 2010 | Yamaha YZR-M1 | B     | Wataru Yoshikawa |   |   |   |    |     |     | 15  |   |   |   |   |   |   |   |   |   |   |   |  |  |  |  | 617   | 1º   |

| Anno | Moto          | Gomme | Piloti             |   |     |     |   |   |     |   |   |   |   |   |   |   |   |   |    |     |     |  |  |  |  | Punti | Pos. |
| ---- | ------------- | ----- | ------------------ | - | --- | --- | - | - | --- | - | - | - | - | - | - | - | - | - | -- | --- | --- |  |  |  |  | ----- | ---- |
| 2011 | Yamaha YZR-M1 | B     | Jorge Lorenzo      | 2 | 1   | 2   | 4 | 2 | Rit | 6 | 1 | 2 | 2 | 4 | 4 | 1 | 3 | 2 | NP | Inf | Inf |  |  |  |  | 446   | 2º   |
| 2011 | Yamaha YZR-M1 | B     | Ben Spies          | 6 | Rit | Rit | 6 | 3 | Rit | 1 | 4 | 5 | 4 | 5 | 3 | 6 | 5 | 6 | NP | AN  | 2   |  |  |  |  | 446   | 2º   |
| 2011 | Yamaha YZR-M1 | B     | Katsuyuki Nakasuga |   |     |     |   |   |     |   |   |   |   |   |   |   |   |   |    | AN  | 6   |  |  |  |  | 446   | 2º   |

| Anno | Moto          | Gomme | Piloti             |    |    |   |    |    |   |     |   |    |     |     |     |   |   |     |     |     |     |  |  |  |  | Punti | Pos. |
| ---- | ------------- | ----- | ------------------ | -- | -- | - | -- | -- | - | --- | - | -- | --- | --- | --- | - | - | --- | --- | --- | --- |  |  |  |  | ----- | ---- |
| 2012 | Yamaha YZR-M1 | B     | Jorge Lorenzo      | 1  | 2  | 2 | 1  | 1  | 1 | Rit | 2 | 1  | 2   | 2   | 2   | 1 | 2 | 2   | 2   | 2   | Rit |  |  |  |  | 458   | 2º   |
| 2012 | Yamaha YZR-M1 | B     | Ben Spies          | 11 | 11 | 8 | 16 | 10 | 5 | 4   | 4 | 11 | Rit | Rit | Rit | 5 | 5 | Rit | Rit | Inf | Inf |  |  |  |  | 458   | 2º   |
| 2012 | Yamaha YZR-M1 | B     | Katsuyuki Nakasuga |    |    |   |    |    |   |     |   |    |     |     |     |   |   |     |     |     | 2   |  |  |  |  | 458   | 2º   |

| Anno | Moto          | Gomme | Piloti          |   |   |   |    |     |   |   |    |   |   |   |   |   |   |   |   |   |   |  |  |  |  | Punti | Pos. |
| ---- | ------------- | ----- | --------------- | - | - | - | -- | --- | - | - | -- | - | - | - | - | - | - | - | - | - | - |  |  |  |  | ----- | ---- |
| 2013 | Yamaha YZR-M1 | B     | Jorge Lorenzo   | 1 | 3 | 3 | 7  | 1   | 1 | 5 | NP | 6 | 3 | 3 | 1 | 1 | 2 | 3 | 1 | 1 | 1 |  |  |  |  | 567   | 2º   |
| 2013 | Yamaha YZR-M1 | B     | Valentino Rossi | 2 | 6 | 4 | 12 | Rit | 4 | 1 | 3  | 3 | 4 | 4 | 4 | 4 | 3 | 4 | 3 | 6 | 4 |  |  |  |  | 567   | 2º   |

| Anno | Moto          | Gomme | Piloti          |     |    |   |   |   |   |   |    |   |   |   |   |   |     |   |   |   |     |  |  |  |  | Punti | Pos. |
| ---- | ------------- | ----- | --------------- | --- | -- | - | - | - | - | - | -- | - | - | - | - | - | --- | - | - | - | --- |  |  |  |  | ----- | ---- |
| 2014 | Yamaha YZR-M1 | B     | Jorge Lorenzo   | Rit | 10 | 3 | 4 | 6 | 2 | 4 | 13 | 3 | 2 | 2 | 2 | 2 | 1   | 1 | 2 | 3 | Rit |  |  |  |  | 558   | 2º   |
| 2014 | Yamaha YZR-M1 | B     | Valentino Rossi | 2   | 8  | 4 | 2 | 2 | 3 | 2 | 5  | 4 | 3 | 3 | 3 | 1 | Rit | 3 | 1 | 2 | 2   |  |  |  |  | 558   | 2º   |

| Anno | Moto          | Gomme | Piloti          |   |   |   |   |   |   |   |   |   |   |   |   |     |   |   |   |   |   |  |  |  |  | Punti | Pos. |
| ---- | ------------- | ----- | --------------- | - | - | - | - | - | - | - | - | - | - | - | - | --- | - | - | - | - | - |  |  |  |  | ----- | ---- |
| 2015 | Yamaha YZR-M1 | B     | Valentino Rossi | 1 | 3 | 1 | 3 | 2 | 3 | 2 | 1 | 3 | 3 | 3 | 1 | 5   | 3 | 2 | 4 | 3 | 4 |  |  |  |  | 655   | 1º   |
| 2015 | Yamaha YZR-M1 | B     | Jorge Lorenzo   | 4 | 4 | 5 | 1 | 1 | 1 | 1 | 3 | 4 | 2 | 1 | 4 | Rit | 1 | 3 | 2 | 2 | 1 |  |  |  |  | 655   | 1º   |

| Anno | Moto          | Gomme | Piloti          |   |     |     |   |   |     |     |     |    |   |    |   |   |   |     |   |   |   |  |  |  |  | Punti | Pos. |
| ---- | ------------- | ----- | --------------- | - | --- | --- | - | - | --- | --- | --- | -- | - | -- | - | - | - | --- | - | - | - |  |  |  |  | ----- | ---- |
| 2016 | Yamaha YZR-M1 | M     | Jorge Lorenzo   | 1 | Rit | 2   | 2 | 1 | 1   | Rit | 10  | 15 | 3 | 17 | 8 | 3 | 2 | Rit | 6 | 3 | 1 |  |  |  |  | 482   | 1º   |
| 2016 | Yamaha YZR-M1 | M     | Valentino Rossi | 4 | 2   | Rit | 1 | 2 | Rit | 1   | Rit | 8  | 4 | 2  | 3 | 2 | 3 | Rit | 2 | 2 | 4 |  |  |  |  | 482   | 1º   |

| Anno | Moto          | Gomme | Piloti           |   |   |     |    |     |   |    |     |   |   |   |   |     |   |     |   |   |    |  |  |  |  | Punti | Pos. |
| ---- | ------------- | ----- | ---------------- | - | - | --- | -- | --- | - | -- | --- | - | - | - | - | --- | - | --- | - | - | -- |  |  |  |  | ----- | ---- |
| 2017 | Yamaha YZR-M1 | M     | Valentino Rossi  | 3 | 2 | 2   | 10 | Rit | 4 | 8  | 1   | 5 | 4 | 7 | 3 | Inf | 5 | Rit | 2 | 7 | 5  |  |  |  |  | 438   | 2º   |
| 2017 | Yamaha YZR-M1 | M     | Maverick Viñales | 1 | 1 | Rit | 6  | 1   | 2 | 10 | Rit | 4 | 3 | 6 | 2 | 4   | 4 | 9   | 3 | 9 | 12 |  |  |  |  | 438   | 2º   |

| Anno | Moto          | Gomme | Piloti           |   |    |   |   |   |   |   |   |   |     |    |    |   |    |   |   |   |    |     |  |  |  | Punti | Pos. |
| ---- | ------------- | ----- | ---------------- | - | -- | - | - | - | - | - | - | - | --- | -- | -- | - | -- | - | - | - | -- | --- |  |  |  | ----- | ---- |
| 2018 | Yamaha YZR-M1 | M     | Maverick Viñales | 6 | 5  | 2 | 7 | 7 | 8 | 6 | 3 | 3 | Rit | 12 | AN | 5 | 10 | 3 | 7 | 1 | 4  | Rit |  |  |  | 391   | 3º   |
| 2018 | Yamaha YZR-M1 | M     | Valentino Rossi  | 3 | 19 | 4 | 4 | 3 | 3 | 3 | 5 | 2 | 4   | 6  | AN | 7 | 8  | 4 | 4 | 6 | 18 | 13  |  |  |  | 391   | 3º   |

| Anno | Moto          | Gomme | Piloti           |   |     |    |   |     |     |     |     |   |    |   |   |   |   |   |     |     |   |   |  |  |  | Punti | Pos. |
| ---- | ------------- | ----- | ---------------- | - | --- | -- | - | --- | --- | --- | --- | - | -- | - | - | - | - | - | --- | --- | - | - |  |  |  | ----- | ---- |
| 2019 | Yamaha YZR-M1 | M     | Valentino Rossi  | 5 | 2   | 2  | 6 | 5   | Rit | Rit | Rit | 8 | 6  | 4 | 4 | 4 | 8 | 8 | Rit | 8   | 4 | 8 |  |  |  | 385   | 3º   |
| 2019 | Yamaha YZR-M1 | M     | Maverick Viñales | 7 | Rit | 11 | 3 | Rit | 6   | Rit | 1   | 2 | 10 | 5 | 3 | 3 | 4 | 3 | 4   | Rit | 1 | 6 |  |  |  | 385   | 3º   |

| Anno | Moto          | Gomme | Piloti           |    |     |   |    |    |     |   |     |     |     |     |     |     |    |    |  |  |  |  |  |  |  | Punti | Pos. |
| ---- | ------------- | ----- | ---------------- | -- | --- | - | -- | -- | --- | - | --- | --- | --- | --- | --- | --- | -- | -- |  |  |  |  |  |  |  | ----- | ---- |
| 2020 | Yamaha YZR-M1 | M     | Maverick Viñales | NE | 2   | 2 | 14 | 10 | Rit | 6 | 1   | 9   | 10  | 4   | 7   | Rit | 10 | 11 |  |  |  |  |  |  |  | 178   | 6º   |
| 2020 | Yamaha YZR-M1 | M     | Valentino Rossi  | NE | Rit | 3 | 5  | 5  | 9   | 4 | Rit | Rit | Rit | Inf | Inf | 13  | 12 | 12 |  |  |  |  |  |  |  | 178   | 6º   |

| Anno | Moto          | Gomme | Piloti            |   |   |    |    |    |   |   |    |   |    |   |    |    |    |    |    |     |    |  |  |  |  | Punti | Pos. |
| ---- | ------------- | ----- | ----------------- | - | - | -- | -- | -- | - | - | -- | - | -- | - | -- | -- | -- | -- | -- | --- | -- |  |  |  |  | ----- | ---- |
| 2021 | Yamaha YZR-M1 | M     | Maverick Viñales  | 1 | 5 | 11 | 7  | 10 | 8 | 5 | 19 | 2 | NC |   |    |    |    |    |    |     |    |  |  |  |  | 380   | 2º   |
| 2021 | Yamaha YZR-M1 | M     | Cal Crutchlow     |   |   |    |    |    |   |   |    |   |    |   | 17 | 16 |    |    |    |     |    |  |  |  |  | 380   | 2º   |
| 2021 | Yamaha YZR-M1 | M     | Franco Morbidelli |   |   |    |    |    |   |   |    |   |    |   |    |    | 18 | 19 | 14 | 17  | 11 |  |  |  |  | 380   | 2º   |
| 2021 | Yamaha YZR-M1 | M     | Fabio Quartararo  | 5 | 1 | 1  | 13 | 3  | 1 | 6 | 3  | 1 | 3  | 7 | 1  | 8  | 2  | 2  | 4  | Rit | 5  |  |  |  |  | 380   | 2º   |

| Anno | Moto          | Gomme | Piloti            |    |   |     |    |    |    |    |    |    |    |     |    |     |     |     |    |    |     |    |    |  |  | Punti | Pos. |
| ---- | ------------- | ----- | ----------------- | -- | - | --- | -- | -- | -- | -- | -- | -- | -- | --- | -- | --- | --- | --- | -- | -- | --- | -- | -- |  |  | ----- | ---- |
| 2022 | Yamaha YZR-M1 | M     | Fabio Quartararo  | 9  | 2 | 8   | 7  | 1  | 2  | 4  | 2  | 1  | 1  | Rit | 8  | 2   | 5   | Rit | 8  | 17 | Rit | 3  | 4  |  |  | 290   | 5º   |
| 2022 | Yamaha YZR-M1 | M     | Franco Morbidelli | 11 | 7 | Rit | 16 | 13 | 15 | 15 | 17 | 13 | 13 | Rit | 15 | Rit | Rit | 17  | 14 | 13 | Rit | 11 | 10 |  |  | 290   | 5º   |

| Anno | Moto          | Gomme | Piloti            |    |     |   |    |    |    |    |      |    |     |    |    |    |    |    |    |    |   |    |    |  |  | Punti | Pos. |
| ---- | ------------- | ----- | ----------------- | -- | --- | - | -- | -- | -- | -- | ---- | -- | --- | -- | -- | -- | -- | -- | -- | -- | - | -- | -- |  |  | ----- | ---- |
| 2023 | Yamaha YZR-M1 | M     | Fabio Quartararo  | 8  | 109 | 3 | 10 | 7  | 11 | 13 | Rit3 | 15 | 8   | 7  | 13 | 36 | 10 | 35 | 14 | 5  | 5 | 78 | 11 |  |  | 274   | 7º   |
| 2023 | Yamaha YZR-M1 | M     | Franco Morbidelli | 14 | 49  | 8 | 11 | 10 | 10 | 12 | 9    | 14 | 119 | 14 | 15 | 7  | 17 | 14 | 17 | 11 | 7 | 16 | 7  |  |  | 274   | 7º   |

| Anno | Moto          | Gomme | Piloti           |    |    |     |     |     |    |    |     |     |     |    |      |    |    |    |    |    |     |    |    |  |  | Punti | Pos. |
| ---- | ------------- | ----- | ---------------- | -- | -- | --- | --- | --- | -- | -- | --- | --- | --- | -- | ---- | -- | -- | -- | -- | -- | --- | -- | -- |  |  | ----- | ---- |
| 2024 | Yamaha YZR-M1 | M     | Fabio Quartararo | 11 | 79 | 12  | 155 | Rit | 9  | 18 | 127 | 11  | 11  | 18 | Rit8 | 79 | 7  | 7  | 12 | 9  | 16  | 65 | 11 |  |  | 144   | 8º   |
| 2024 | Yamaha YZR-M1 | M     | Álex Rins        | 16 | 13 | Rit | 13  | 15  | 20 | 15 | Rit | Inf | Inf | 16 | 9    | 19 | NP | 12 | 16 | 13 | Rit | 8  | 21 |  |  | 144   | 8º   |
| 2024 | Yamaha YZR-M1 | M     | Remy Gardner     |    |    |     |     |     |    |    |     | 19  | 18  |    |      |    |    |    |    |    |     |    |    |  |  | 144   | 8º   |

| Anno | Moto          | Gomme | Piloti           |     |    |     |    |    |      |      |     |    |    |    |    |    |  |  |  |  |  |  |  |  |  | Punti | Pos. |
| ---- | ------------- | ----- | ---------------- | --- | -- | --- | -- | -- | ---- | ---- | --- | -- | -- | -- | -- | -- |  |  |  |  |  |  |  |  |  | ----- | ---- |
| 2025 | Yamaha YZR-M1 | M     | Fabio Quartararo | 157 | 14 | 106 | 75 | 2  | Rit4 | Rit7 | Rit | 14 | 10 | 43 | 65 | 15 |  |  |  |  |  |  |  |  |  | 145   |      |
| 2025 | Yamaha YZR-M1 | M     | Álex Rins        | 17  | 11 | 11  | 12 | 13 | 128  | 13   | 12  | 15 | 13 | 10 | 15 | 16 |  |  |  |  |  |  |  |  |  | 145   |      |

| Legenda | 1º posto        | 2º posto            | 3º posto            | A punti      | Senza punti        | Grassetto – Pole position Corsivo – Giro più veloce |
| Legenda | Gara non valida | Non qual./Non part. | Ritirato/Non class. | Squalificato | '-' Dato non disp. | Grassetto – Pole position Corsivo – Giro più veloce |

## Superbike

### Mondiale Superbike
Nel campionato mondiale Superbike ha partecipato con un team interno fino al 2000. Dal 2005 è tornata anche in questa categoria supportando ufficialmente il team "Yamaha Motor Italia", che ha ottenuto il secondo posto con Noriyuki Haga nel 2007. Sempre nel 2007, grazie soprattutto all'apporto dei due piloti del team Yamaha Motor Italia Noriyuki Haga (secondo nel mondiale piloti) e Troy Corser, ottiene il titolo costruttori nel Mondiale Superbike, annoverando nello stesso anno 4 pole position 6 vittorie e 24 podi tutti ottenuti dal duo Haga-Corser.
Nel 2009 l'esordiente americano Ben Spies vinse il mondiale ottenendo il maggior numero di vittorie e superpole, sopravanzando all'ultima gara il giapponese Noriyuki Haga che era passato con il team Ducati ufficiale. Nel 2011 schiera Marco Melandri e Eugene Laverty. Entrambi i piloti vincono delle gare, in particolare Melandri, all'esordo nella categoria, si laurea vicecampione mondiale dietro al ducatista Carlos Checa. Al termine della stagione Yamaha si ritira dalla categoria, continuando però a gareggiare nella Supersport.
Nel 2016 Yamaha torna nel mondiale Superbike supportando ufficialmente il team Crescent Racing che schiera la nuova YZF-R1 affidandola al francese Sylvain Guintoli e al britannico Alex Lowes, altre due moto, sono affidate al Team Tóth. In occasione della gara finale del mondiale Superbike, sul Circuito di Losail, con il terzo posto ottenuto in gara 1, Guintoli riporta la Yamaha sul podio di categoria dopo cinque anni.
Nel 2017 Yamaha incrementa il suo impegno nelle corse di moto derivate di serie. Nel mondiale Superbike è confermata la collaborazione con Crescent Racing come team ufficiale. Al confermato Lowes viene affiancato l'olandese Michael van der Mark, proveniente dalla Honda. Un'altra moto viene affidata al Team Guandalini. Nel 2018 vengono schierate nuovamente tre motociclette, gestite dagli stessi team della stagione precedente. In occasione del Gran Premio di Gran Bretagna a Donington, il pilota olandese Michael van der Mark riporta Yamaha sul gradino più alto del podio, dove mancava dalla stagione 2011. la stagione si chiude al terzo posto in classifica costruttori con tre gare vinte. Nel 2019 oltre al team ufficiale, che schiera gli stessi piloti dell'anno precedente, esordisce in questa categoria la compagine italiana GRT. A stagione in corso torna alle competizioni anche il team Ten Kate con il pilota Loris Baz. Yamaha chiude al terzo posto tra i costruttori vincendo un Gran Premio a Jerez con Van Der Mark. Nel 2020 Yamaha si conferma al terzo posto tra i costruttori andando a vincere quattro Gran Premi. In occasione della Superpole Race al Gran Premio dell'Estoril monopolizza il podio conquistando le prime tre posizioni. Nel 2021 al confermato Razgatlıoğlu viene affiancato il campione in carica della Supersportː Andrea Locatelli. Yamaha torna a conquistare il titolo piloti con il turco, a undici anni di distanza dall'unico titolo vinto da Ben Spies. Locatelli, che è quarto nel mondiale, aiuta il team a vincere anche il titolo costruttori che mancava addirittura dalla stagione 2007. A confermare la bontà assoluta della R1 in stagione, arriva anche il titolo del Trofeo Indipendenti con Garrett Gerloff. Nel 2022 Yamaha chiude al secondo posto in classifica costruttori con Razgatlıoğlu che tiene aperta la corsa al titolo fino al Gran Premio d'Indonesia. Nel 2023 scendono in pista sei YZF-R1ː oltre alle due del team ufficiale (che conferma i piloti dell'edizione precedente) due moto per GYTR GRT, una moto per GMT94 e Motoxracing. Razgatlıoğlu con molta dedizione riesce a tenere aperta la corsa al titolo fino all'evento finale a Jerez, laddove Bautista vince il titolo. Yamaha chiude al secondo posto tra i costruttori centrando il podio in tutte le prove tranne una. Nel 2024 viene ingaggiato il sei volte campione del mondo Jonathan Rea per affiancare Locatelli. L'annata si dimostra al di sotto delle aspettative: nessuna vittoria, qualche sporadico piazzamento a podio e quarto posto tra i costruttori.

### Mondiale Supersport
Yamaha esordisce in questa categoria andando a vincere la prima gara della stagione 1997 con il pilota italiano Massimo Meregalli. Il primo titolo di questa categoria è il titolo costruttori conquistato nella stagione 1999. Nel 2000 arriva il doppio titolo piloti-costruttori con il pilota tedesco Jörg Teuchert. Nel corso del decennio successivo la Honda CBR600RR è la moto da battere in questa categoria. A spezzare il dominio Honda è il britannico Cal Crutchlow che riporta il titolo piloti a Yamaha nella stagione 2009. Nel 2011 è Chaz Davies a ottenere il titolo di categoria, in questa stagione Yamaha vince anche il titolo costruttori. Nel 2013 ad aggiudicarsi il titolo di campione del mondo della Supersport in sella ad una Yamaha è Sam Lowes.
Nel 2017 viene schierata la nuova versione della Yamaha YZF-R6 affidandone la gestione al team GRT, con Federico Caricasulo e Lucas Mahias alla guida. Al termine di questa stagione Yamaha ottiene il doppio titolo piloti e costruttori nella classe Supersport con il pilota francese Lucas Mahias e piazzando una propria moto sul podio in ogni gara in calendario. Nel 2018 la nuova R6 viene fornita a diversi team. A spuntarla è il tedesco Sandro Cortese che si aggiudica il titolo nella sua stagione d'esordio in questa categoria. Al termine di questa stagione Yamaha domina anche la classifica costruttori andando ad ottenere la pole position e la vittoria in tutte le gare in calendario. Nel 2019 Yamaha ottiene entrambi i titoli mondiali per il terzo anno consecutivo, a spuntarla tra i piloti è lo svizzero Randy Krummenacher. Nel 2020 è la volta dell'italiano Andrea Locatelli che vince il titolo con oltre cento punti di vantaggio sul secondo classificato. Oltre al titolo costruttori Yamaha conquista anche la classifica del World Supersport Challenge, evento che sostituisce la Coppa Europa, con un altro italianoː Kevin Manfredi. Nel 2021 Yamaha vince tutte le gare disputate tranne una, confermandosi campione del mondo pilotiː con lo svizzero Dominique Aegerter, e costruttori. Secondo centro consecutivo nella Challenge per Manfredi.
Nel 2022, pur confrontandosi con motociclette di cilindrata superiore, Yamaha vince ventuno delle ventiquattro gare disputate conquistando, con ampio anticipo sul termine del campionato, il titolo costruttori. Tra i piloti Dominique Aegerter, del team Ten Kate, vince diciassette gare (di cui nove consecutive nelle prime dieci) e riconquista il titolo con un Gran Premio d'anticipo sulla fine del campionato. Nel 2023 Yamaha chiude al secondo posto nella classifica costruttori, le migliori prestazioni in gara sono le quattro vittorie ottenute da Stefano Manzi che contende il titolo a Nicolò Bulega (Ducati) fino al termine del campionato. Stesso epilogo di campionato anche nel 2024, con Manzi a tenere aperta la corsa al titolo fino all'ultimo Gran Premio. In questa stagione il pilota riminese centra cinque successi, sei complessivi per la casa dei tre diapason.

### Mondiale Supersport 300
Yamaha partecipa alla neonata categoria Supersport 300 a partire dalla stagione inauguraleː il 2017. Fornisce la propria YZF-R3 a innumerevoli Team. Dopo aver vinto quattro dei nove Gran Premi in calendario, Yamaha si agguidica il titolo costruttori ed il titolo piloti con lo spagnolo Marc García. Nel 2018 Yamaha vince due Gran Premi in questa categoria e si piazza seconda in classifica costruttori. Nel 2019 Yamaha chiude seconda tra i costruttori ottenendo una vittoria nel Gran Premio di Gran Bretagna con Kevin Sabatucci. Nel 2020 chiude nuovamente al secondo posto tra i costruttori, andando a vincere tre Gran Premi. Nel 2021 si conferma al secondo posto tra i costruttori andando a conquistare due Gran Premi con Bahattin Sofuoğlu.
Nel 2022 Yamaha torna a conquistare entrambi i titoli che mancavano dalla stagione d'esordio della categoria. A primeggiare tra i piloti è lo spagnolo Álvaro Díaz che chiude la stagione con un margine di quasi ottanta punti sul secondo classificato. Tra i costruttori Yamaha prevale su Kawasaki grazie ai migliori piazzamenti avendo ottenuto lo stesso numero di vittorie in stagione. Nel 2023 Yamaha chiude al secondo posto in classifica costruttori con cinque vittorie in gara. Miglior piazzato tra i piloti è Mirko Gennai che si classifica al terzo posto. Il 2024, confermato il secondo posto tra i costruttori, arriva il terzo titolo mondiale piloti: a conquistarlo è l'Indonesiano Aldi Satya Mahendra. Mahendra, alla sua prima stagione completa, porta a termine tutte le gare previste prendendo sempre punti e andando a podio otto volte su sedici.

### Mondiale WCR
Nel 2024 l'organizzatore inaugura una nuova serie: il Women's Circuit Racing, campionato dedicato alle sole donne. La prima edizione si svolge con fornitore unico (di motociclette e pneumatici), la moto designata è la Yamaha YZF-R7. La prima a laurearsi campionessa è Ana Carrasco.

### Superstock 1000 FIM Cup
L'esordio di Yamaha in questo campionato risale alla stagione inaugurale nel 1999 nella quale il pilota italiano Dario Tosolini si piazza terzo in classifica piloti. L'impegno in questa categoria rimane pressoché costante negli anni fino alla stagione conclusiva: il 2018. Nel corso di questo ventennio Yamaha si aggiudica il titolo piloti nel biennio 2004/2005 con i piloti Lorenzo Alfonsi e Didier Van Keymeulen oltre ai titoli costruttori nelle stagioni 2005 e 2007. Al termine dell'ultima stagione Yamaha risulta essere la quarta casa costruttrice per numero di Gran Premi vinti in Superstock 1000 FIM Cup con 29 successi ottenuti.

### Europeo Superstock 600
Yamaha partecipa a tutte le edizioni del Campionato europeo Superstock 600 ottenendo il titolo in cinque delle undici edizioni disputateː Nel 2005 con Claudio Corti, nel 2007 con Maxime Berger, nel 2008 con Loris Baz, nel 2010 con Jérémy Guarnoni, e nel 2011 con Jed Metcher. Al termine di questo campionato nel 2015, Yamaha risulta essere di gran lunga la casa motociclista più vincente della categoria con ben 46 vittorie all'attivo.

## Fuoristrada
Nel 2005 la Yamaha si è aggiudicata il mondiale motocross, vincendo i campionati del mondo MX1 ed MX2 con i piloti Stefan Everts e Antonio Cairoli, nel 2008 vince il mondiale piloti MX1 David Philippaerts su Yamaha ufficiale, mentre nel 2015 il rookie Romain Febvre si è aggiudicato il mondiale piloti MXGP in sella ad una YZ450F del team ufficiale Yamaha.
Nel 2021 il francese Maxime Renaux si è aggiudicato il mondiale MX2.
Anche nell'Enduro ha ottenuto risultati apprezzabili: ha vinto il campionato del mondo nella classe E1 col pilota australiano Stefan Merriman nel 2004 e sempre con lo stesso pilota ha ottenuto la seconda piazza l'anno successivo.